# Bill Shankly
William Shankly detto Bill (Glenbuck, 2 settembre 1913 – Liverpool, 29 settembre 1981) è stato un calciatore e allenatore di calcio britannico, mezzala nazionale scozzese, allenatore del Liverpool dal 1959 al 1974 e iniziatore del ciclo più vittorioso della storia della squadra inglese.

## Biografia
Nato nella regione scozzese dell'East Ayrshire, Bill Shankly era il più giovane di cinque fratelli, tutti calciatori professionisti. Anche suo fratello Bob fu un allenatore di successo che condusse nel 1962 il Dundee alla vittoria nel campionato di Scozia. Tutti e cinque i fratelli fecero parte del Glenbuck Cherrypickers, famoso all'epoca per essere un serbatoio di talenti, che diede numerosi giocatori al calcio professionistico e alla Nazionale scozzese: lo stesso Bill Shankly giocò, tra il 1938 e il 1943, 5 partite con la sua Nazionale. Tuttavia, egli non fece mai parte della prima squadra dei Cherrypickers.
Il primo campionato disputato da Bill Shankly fu nel campionato giovanile scozzese, con la squadra - ormai scomparsa - del Cronberry Eglinton. Notato da alcuni osservatori inglesi, fu messo sotto contratto nel 1932 dal Carlisle Utd. e debuttò nella First Division inglese il 31 dicembre di quello stesso anno, contro il Rochdale. Nell'estate del 1933 si trasferì al Preston North End, club con il quale raggiunse due volte consecutive la finale di Coppa d'Inghilterra nelle stagioni 1936-1937 e 1937-1938, quest'ultima vincendola. Durante la Seconda guerra mondiale Shankly tornò in Scozia a terminare la carriera agonistica nel Partick Thistle.
Dopo il ritiro dal calcio giocato Shankly divenne l'allenatore del Carlisle nel 1949, poi del Grimsby Town nel 1951, del Workington nel 1953 e assistente allenatore dell'Huddersfield Town nel 1956
A dicembre 1959 fu scelto per guidare il Liverpool, all'epoca in seconda divisione, per un compenso annuo di 2500 £.
Shankly iniziò un paziente lavoro di ricostruzione della squadra partendo dai giovani del vivaio e inserendo elementi di talento come ad esempio l'attaccante scozzese Ian St. John, giunto a Liverpool per 35000 £, all'epoca l'acquisto più costoso del club e subito ribattezzato dal Kop The Saint per i tre goal segnati all'Everton nella sua prima apparizione con la maglia dei Reds.
Nel 1962 il Liverpool fu promosso in Prima Divisione e addirittura nel 1964 vinse il campionato inglese, e l'anno successivo riuscì ad arrivare fino alla semifinale di Coppa dei Campioni. Negli anni che seguirono Shankly avrebbe guidato il Liverpool alla conquista di altri due campionati inglesi (1965-1966 e 1972-1973), due Coppe d'Inghilterra (1964-1965 e 1973-1974) e soprattutto alla Coppa UEFA 1972-1973 con un 3-2 complessivo contro i tedeschi del Borussia Mönchengladbach, che impose il Liverpool come potenza continentale dopo avergli fatto riacquisire lustro in campo nazionale.
Un episodio avvenuto nel 1973 che lo vide protagonista fece epoca e passò all'aneddotica: durante il giro d'onore per celebrare la vittoria in campionato, un agente di polizia gettò di lato una sciarpa lanciata dalle tribune. Shankly vide la scena si avvicinò all'agente e gli disse: «Non farlo, per te è solo una sciarpa, per un ragazzo rappresenta la vita», poi raccolse la sciarpa e se la legò al collo. Siccome nelle vicinanze c'era un microfono, le sue parole furono captate e ben presto diffuse.
Benché il suo palmarès, pur nutrito, sia inferiore a quello del suo successore, Bill Shankly viene considerato dai tifosi il più grande allenatore della storia del Liverpool, per aver ridato rispetto e considerazione al club e aver preparato la strada ai successi del decennio successivo.

## Dopo la carriera di allenatore
All'età di 60 anni decide di uscire di scena per trascorrere più tempo con la sua famiglia. Viene sostituito da Bob Paisley alla guida della squadra, che avrebbe portato il Liverpool sul tetto d'Europa e l'avrebbe fatto diventare uno dei club più titolati del mondo (sebbene, sorprendentemente, si sarebbe scoperto in tempi recenti che Shankly avrebbe preferito come successore al Liverpool Jack Charlton e non Paisley).
Nel novembre 1974 è stato nominato Ufficiale dell'Ordine dell'Impero Britannico. Si reca spesso a Melwood per vedere l'allenamento della squadra del Liverpool. Il 26 settembre 1981 subì un attacco di cuore e morì tre giorni dopo, il 29 settembre 1981 all'1:20.
Il 4 dicembre 1997 fu realizzata da Tom Murphy una statua in bronzo dell'ex allenatore del Liverpool, che si trova davanti all'ingresso del Kop di Anfield Road. La statua pesa 750 kg e poggia su un basamento in granito scozzese. La posa scelta mira a rendere la statua viva e riconoscibile da tutti i tifosi: braccia tese e trionfanti, che salutano la vittoria davanti ai tifosi presenti nel Kop.

## Morte ed eredità
La mattina di sabato 26 settembre 1981, Bill Shankly fu ricoverato al Broadgreen Hospital a seguito di un infarto. Seppure le sue condizioni all’inizio sembrassero stabili e non vi fosse alcun indizio che la sua vita fosse in pericolo, il lunedì mattina successivo le sue condizioni peggiorarono improvvisamente e venne trasferito in terapia intensiva. Alle 00:30 del 29 settembre subì un altro arresto cardiaco, non riprendendosi più. Venne dichiarato morto all'01:20, ventisette giorni dopo il suo 68º compleanno. Cremato all'Anfield Crematorium il 2 ottobre, le sue ceneri sono state sparse sul campo di Anfield alla fine del Kop.
Il giorno della morte di Shankly, l'allenamento è stato annullato sia a Melwood sia a Bellefield. La conferenza del Partito Laburista rimase in un minuto di silenzio per un uomo che era sempre stato un socialista. Sir Matt Busby, ex allenatore del Manchester United, era così sconvolto che si rifiutò di rispondere a qualsiasi telefonata da parte di persone che gli chiedessero una reazione. Gli omaggi sono arrivati da tutto il mondo del calcio, soprattutto dagli ex giocatori dei club di Shankly. Il presidente del Liverpool John Smith li ha riassunti con una frase semplice ma calzante: "Secondo me è stato l'allenatore più straordinario e dinamico del secolo".
Il 3 ottobre, prima partita di campionato casalinga del Liverpool dalla sua scomparsa, Anfield ha celebrato la sua vita, con un tifoso sul Kop che teneva in alto uno striscione fatto in casa che dichiarava "Shankly Lives Forever".
Per onorarne la memoria, il Liverpool eresse lo Shankly Gates in ghisa, alto 15 piedi, davanti allo stand di Anfield Road. Con incisi "Non camminerai mai da solo", furono aperti durante una cerimonia nell'agosto 1982. Nel 1997, una statua in bronzo di Shankly alta sette piedi fu svelata fuori dallo stadio. Reca la leggenda: "Fece felice il popolo". Nel 2016, un plinto per Shankly è stato installato su 96 Avenue fuori Anfield. L'iscrizione riporta i dettagli della vittoria del Liverpool nel 1965 contro l'Inter ad Anfield, la prima grande notte europea del club.
Dalla metà degli anni '90, Preston North End ha avviato una completa ricostruzione di Deepdale per convertirlo in un moderno stadio per tutti i posti. Quando l'ex estremità di Spion Kop è stata sostituita da un nuovo stand nel 1998, è stato chiamato Bill Shankly Kop ed è stato progettato con sedili di diversi colori che forniscono un'immagine della testa e delle spalle di Shankly.
Shankly è stato nominato membro inaugurale della Hall of Fame del calcio inglese nel 2002, in riconoscimento del suo impatto sul gioco inglese come allenatore. Nel 2004, è stato un membro inaugurale della Hall of Fame del calcio scozzese. Il romanzo biografico di David Peace Red or Dead, pubblicato nel 2013, è un racconto romanzato della carriera di Shankly come allenatore del Liverpool. Il romanzo è stato selezionato per l'inaugurazione del Goldsmiths Prize (2013). Un hotel e museo aperto a Liverpool nell'agosto 2015 è dedicato alla vita e alla carriera di Bill Shankly. Shankly compare anche nel popolare canto del Liverpool "Allez, Allez, Allez", che viene spesso cantato dai tifosi del Liverpool, specialmente durante le partite europee. La voce fuori campo archiviata di Shankly ("La mia idea era quella di costruire il Liverpool in un bastione di invincibilità") appare nel brano "Anfield Rap", una canzone della finale della Liverpool FA Cup del 1988.

## Vita privata
Shankly è stato sposato con Agnes Wren-Fisher dal 1944 fino alla sua morte 37 anni dopo. Si erano incontrati in precedenza durante la seconda guerra mondiale, quando Bill prestava servizio come caporale con la RAF e "Nessie", che era sei anni più giovane, prestava servizio con la WRAF. Hanno avuto due figlie - Barbara (nata nel 1945) e Jeanette (nata nel 1951) - e sei nipoti, sebbene il loro nipote più giovane e stato l'unico nipote nato diversi mesi dopo la morte di Bill Shankly. Nessie è sopravvissuta al marito per più di 20 anni, morendo nell'agosto 2002 all'età di 82 anni. Alla nomina di Shankly come allenatore del Liverpool nel 1959, lui e la sua famiglia si trasferirono in una casa a Bellefield Avenue, West Derby, Liverpool. Nessie Shankly viveva ancora lì al momento della sua morte, più di 40 anni dopo.
Alla sua morte nel 1981 Shankly ha lasciato £ 99.077 nel suo testamento (equivalenti a £ 404.009 nel 2021).

## Statistiche

### Cronologia presenze e reti in nazionale
| Cronologia completa delle presenze e delle reti in nazionale ― Scozia | Cronologia completa delle presenze e delle reti in nazionale ― Scozia | Cronologia completa delle presenze e delle reti in nazionale ― Scozia | Cronologia completa delle presenze e delle reti in nazionale ― Scozia | Cronologia completa delle presenze e delle reti in nazionale ― Scozia | Cronologia completa delle presenze e delle reti in nazionale ― Scozia | Cronologia completa delle presenze e delle reti in nazionale ― Scozia | Cronologia completa delle presenze e delle reti in nazionale ― Scozia |
| Data                                                                  | Città                                                                 | In casa                                                               | Risultato                                                             | Ospiti                                                                | Competizione                                                          | Reti                                                                  | Note                                                                  |
| --------------------------------------------------------------------- | --------------------------------------------------------------------- | --------------------------------------------------------------------- | --------------------------------------------------------------------- | --------------------------------------------------------------------- | --------------------------------------------------------------------- | --------------------------------------------------------------------- | --------------------------------------------------------------------- |
| 9-4-1938                                                              | Londra                                                                | Inghilterra                                                           | 0 – 1                                                                 | Scozia                                                                | Torneo Interbritannico 1938                                           | -                                                                     |                                                                       |
| 8-10-1938                                                             | Belfast                                                               | Irlanda del Nord                                                      | 0 – 2                                                                 | Scozia                                                                | Torneo Interbritannico 1939                                           | -                                                                     |                                                                       |
| 9-11-1938                                                             | Edimburgo                                                             | Scozia                                                                | 3 – 2                                                                 | Galles                                                                | Torneo Interbritannico 1939                                           | -                                                                     |                                                                       |
| 7-12-1938                                                             | Glasgow                                                               | Scozia                                                                | 3 – 1                                                                 | Ungheria                                                              | Amichevole                                                            | -                                                                     |                                                                       |
| 15-4-1939                                                             | Glasgow                                                               | Scozia                                                                | 1 – 2                                                                 | Inghilterra                                                           | Torneo Interbritannico 1939                                           | -                                                                     |                                                                       |
| Totale                                                                |                                                                       | Presenze                                                              | 5                                                                     |                                                                       | Reti                                                                  | 0                                                                     |                                                                       |

### Statistiche da allenatore

#### Club
In grassetto le competizioni vinte.
| Stagione                 | Squadra                  | Campionato               | Campionato | Campionato | Campionato | Campionato | Coppe nazionali | Coppe nazionali | Coppe nazionali | Coppe nazionali | Coppe nazionali | Coppe continentali | Coppe continentali | Coppe continentali | Coppe continentali | Coppe continentali | Altre coppe | Altre coppe | Altre coppe | Altre coppe | Altre coppe | Totale | Totale | Totale | Totale | % Vittorie | Piazzamento |
| Stagione                 | Squadra                  | Comp                     | G          | V          | N          | P          | Comp            | G               | V               | N               | P               | Comp               | G                  | V                  | N                  | P                  | Comp        | G           | V           | N           | P           | G      | V      | N      | P      | %          | Piazzamento |
| ------------------------ | ------------------------ | ------------------------ | ---------- | ---------- | ---------- | ---------- | --------------- | --------------- | --------------- | --------------- | --------------- | ------------------ | ------------------ | ------------------ | ------------------ | ------------------ | ----------- | ----------- | ----------- | ----------- | ----------- | ------ | ------ | ------ | ------ | ---------- | ----------- |
| 1949-1950                | Carlisle Utd             | TDN                      | 42         | 16         | 15         | 11         | FACup           | 3               | 2               | 0               | 1               | -                  | -                  | -                  | -                  | -                  | -           | -           | -           | -           | -           | 45     | 18     | 15     | 12     | 40,00      | 9º          |
| 1950-1951                | Carlisle Utd             | TDN                      | 46         | 25         | 12         | 9          | FACup           | 4               | 2               | 1               | 1               | -                  | -                  | -                  | -                  | -                  | -           | -           | -           | -           | -           | 50     | 27     | 13     | 10     | 54,00      | 3º          |
| Totale Carlisle United   | Totale Carlisle United   | Totale Carlisle United   | 88         | 41         | 27         | 20         |                 | 7               | 4               | 1               | 2               |                    | -                  | -                  | -                  | -                  |             | -           | -           | -           | -           | 95     | 45     | 28     | 22     | 47,37      |             |
| 1951-1952                | Grimsby Town             | TDN                      | 46         | 29         | 8          | 9          | FACup           | 2               | 1               | 0               | 1               | -                  | -                  | -                  | -                  | -                  | -           | -           | -           | -           | -           | 45     | 18     | 15     | 12     | 40,00      | 2º          |
| 1952-1953                | Grimsby Town             | TDN                      | 46         | 21         | 10         | 15         | FACup           | 3               | 2               | 0               | 1               | -                  | -                  | -                  | -                  | -                  | -           | -           | -           | -           | -           | 49     | 23     | 10     | 16     | 46,94      | 5º          |
| 1953-1954                | Grimsby Town             | TDN                      | 46         | 16         | 9          | 23         | FACup           | 5               | 2               | 2               | 1               | -                  | -                  | -                  | -                  | -                  | -           | -           | -           | -           | -           | 51     | 18     | 11     | 24     | 35,29      | 17º         |
| Totale Grimsby Town      | Totale Grimsby Town      | Totale Grimsby Town      | 138        | 66         | 27         | 47         |                 | 10              | 5               | 2               | 3               |                    | -                  | -                  | -                  | -                  |             | -           | -           | -           | -           | 148    | 71     | 29     | 50     | 47,97      |             |
| 1954-1955                | Workington               | TDN                      | 46         | 18         | 14         | 14         | FACup           | 3               | 2               | 0               | 1               | -                  | -                  | -                  | -                  | -                  | -           | -           | -           | -           | -           | 49     | 20     | 14     | 15     | 40,82      | 8º          |
| 1956-1957                | Huddersfield Town        | SD                       | 42         | 18         | 6          | 18         | FACup           | 5               | 2               | 2               | 1               | -                  | -                  | -                  | -                  | -                  | -           | -           | -           | -           | -           | 47     | 20     | 8      | 19     | 42,55      | 12º         |
| 1957-1958                | Huddersfield Town        | SD                       | 42         | 14         | 16         | 12         | FACup           | 2               | 0               | 1               | 1               | -                  | -                  | -                  | -                  | -                  | -           | -           | -           | -           | -           | 44     | 14     | 17     | 13     | 31,82      | 8º          |
| 1958-1959                | Huddersfield Town        | SD                       | 42         | 16         | 8          | 18         | FACup           | 1               | 0               | 0               | 1               | -                  | -                  | -                  | -                  | -                  | -           | -           | -           | -           | -           | 43     | 16     | 8      | 19     | 37,21      | 14º         |
| Totale Huddersfield Town | Totale Huddersfield Town | Totale Huddersfield Town | 126        | 48         | 30         | 48         |                 | 8               | 2               | 3               | 3               |                    | -                  | -                  | -                  | -                  |             | -           | -           | -           | -           | 134    | 50     | 33     | 51     | 37,31      |             |
| 1959-1960                | Liverpool                | SD                       | 42         | 20         | 10         | 12         | FACup           | 2               | 1               | 0               | 1               | -                  | -                  | -                  | -                  | -                  | -           | -           | -           | -           | -           | 44     | 21     | 10     | 13     | 47,73      | 3º          |
| 1960-1961                | Liverpool                | SD                       | 42         | 21         | 10         | 11         | FACup+CdL       | 2+3             | 1+1             | 0+1             | 1+1             | -                  | -                  | -                  | -                  | -                  | -           | -           | -           | -           | -           | 47     | 23     | 11     | 13     | 48,94      | 3º          |
| 1961-1962                | Liverpool                | SD                       | 42         | 27         | 8          | 7          | FACup           | 5               | 2               | 2               | 1               | -                  | -                  | -                  | -                  | -                  | -           | -           | -           | -           | -           | 47     | 29     | 10     | 8      | 61,70      | 1º (prom.)  |
| 1962-1963                | Liverpool                | FD                       | 42         | 17         | 10         | 15         | FACup           | 6               | 4               | 1               | 1               | -                  | -                  | -                  | -                  | -                  | -           | -           | -           | -           | -           | 48     | 21     | 11     | 16     | 43,75      | 8º          |
| 1963-1964                | Liverpool                | FD                       | 42         | 26         | 5          | 11         | FACup           | 5               | 3               | 1               | 1               | -                  | -                  | -                  | -                  | -                  | -           | -           | -           | -           | -           | 47     | 29     | 6      | 12     | 61,70      | 1º          |
| 1964-1965                | Liverpool                | FD                       | 42         | 17         | 10         | 15         | FACup           | 8               | 5               | 3               | 0               | CC                 | 9                  | 5                  | 3                  | 1                  | CS          | 1           | 0           | 1           | 0           | 60     | 27     | 17     | 16     | 45,00      | 7º          |
| 1965-1966                | Liverpool                | FD                       | 42         | 26         | 9          | 7          | FACup           | 1               | 0               | 0               | 1               | CdC                | 9                  | 5                  | 1                  | 3                  | CS          | 1           | 0           | 1           | 0           | 53     | 31     | 11     | 11     | 58,49      | 1º          |
| 1966-1967                | Liverpool                | FD                       | 42         | 19         | 13         | 10         | FACup           | 4               | 2               | 1               | 1               | CC                 | 5                  | 2                  | 1                  | 2                  | CS          | 1           | 1           | 0           | 0           | 52     | 24     | 15     | 13     | 46,15      | 5º          |
| 1967-1968                | Liverpool                | FD                       | 42         | 22         | 11         | 9          | FACup+CdL       | 9+2             | 3+0             | 5+1             | 1+1             | CdF                | 6                  | 3                  | 0                  | 3                  | -           | -           | -           | -           | -           | 59     | 28     | 17     | 14     | 47,46      | 3º          |
| 1968-1969                | Liverpool                | FD                       | 42         | 25         | 11         | 6          | FACup+CdL       | 4+3             | 2+2             | 1+0             | 1+1             | CdF                | 2                  | 1                  | 0                  | 1                  | -           | -           | -           | -           | -           | 51     | 30     | 12     | 9      | 58,82      | 2º          |
| 1969-1970                | Liverpool                | FD                       | 42         | 20         | 11         | 11         | FACup+CdL       | 6+2             | 3+1             | 2+0             | 1+1             | CdF                | 4                  | 3                  | 0                  | 1                  | -           | -           | -           | -           | -           | 54     | 27     | 13     | 14     | 50,00      | 5º          |
| 1970-1971                | Liverpool                | FD                       | 42         | 17         | 17         | 8          | FACup+CdL       | 7+3             | 5+0             | 1+2             | 1+1             | CdF                | 10                 | 5                  | 4                  | 1                  | -           | -           | -           | -           | -           | 62     | 27     | 24     | 11     | 43,55      | 5º          |
| 1971-1972                | Liverpool                | FD                       | 42         | 24         | 9          | 9          | FACup+CdL       | 3+3             | 1+2             | 1+0             | 1+1             | -                  | -                  | -                  | -                  | -                  | -           | -           | -           | -           | -           | 48     | 27     | 10     | 11     | 56,25      | 3º          |
| 1972-1973                | Liverpool                | FD                       | 42         | 25         | 10         | 7          | FACup+CdL       | 4+8             | 1+2             | 2+5             | 1+1             | CU                 | 12                 | 8                  | 2                  | 2                  | -           | -           | -           | -           | -           | 67     | 37     | 19     | 11     | 55,22      | 1º          |
| 1973-1974                | Liverpool                | FD                       | 42         | 22         | 13         | 7          | FACup+CdL       | 9+6             | 6+3             | 3+2             | 0+1             | CC                 | 4                  | 1                  | 1                  | 2                  | -           | -           | -           | -           | -           | 58     | 29     | 18     | 10     | 50,00      | 2º          |
| Totale Liverpool         | Totale Liverpool         | Totale Liverpool         | 630        | 328        | 157        | 145        |                 | 100             | 47              | 33              | 20              |                    | 61                 | 33                 | 12                 | 16                 |             | 3           | 1           | 2           | 0           | 794    | 409    | 204    | 181    | 51,51      |             |
| Totale carriera          | Totale carriera          | Totale carriera          | 1028       | 501        | 255        | 272        |                 | 128             | 60              | 39              | 29              |                    | 61                 | 33                 | 12                 | 16                 |             | 3           | 1           | 2           | 0           | 1 220  | 595    | 308    | 317    | 48,77      |             |

## Palmarès

### Giocatore

#### Competizioni nazionali
- Coppa d'Inghilterra: 1

Preston NE: 1937-1938

### Allenatore

#### Competizioni nazionali
- Campionato inglese: 3

Liverpool: 1963-1964, 1965-1966, 1972-1973
- Second Division: 1

Liverpool: 1961–1962
- Coppa d'Inghilterra: 2

Liverpool: 1964-1965, 1973-1974
- Charity Shield: 3

Liverpool: 1964, 1965, 1966

#### Competizioni internazionali
- Coppa UEFA: 1

Liverpool: 1972-1973

#### Individuale
- 10ª miglior allenatore della storia del calcio ESPN[16]

2013
- 10ª miglior allenatore della storia del calcio France Football[17]

2019
- 20ª miglior allenatore della storia del calcio World Soccer[18][19]

2013